# Sabina van Egmont
Sabina van Egmont auch bekannt als Sabina van Gaveren und Sabina van Beijerland, durch Heirat Gräfin von Solms (geboren 1562; gestorben 21. Juni 1614 in Delft) war eine niederländische Adelige.

## Leben
Sabina van Egmont wurde 1562 geboren. Sie war die Tochter von Lamoral von Egmond (1522–1568) und der Pfalzgräfin Sabine von Pfalz-Simmern (1528–1578). Sabina van Egmont war das neunte Kind und die achte Tochter des Paares. Ihr Vater war einer der bedeutendsten Adeligen der Niederlande und die Familie spielte am Brüsseler Hof eine herausragende Rolle. Als der Herzog von Alba im Auftrag von Philipps II. in die Niederlande einmarschierte, um Aufstände der Protestanten niederzuschlagen, wollte ihr Vater ihn mit weiteren Adeligen begrüßen, doch Alba ließ sie verhaften und verurteilen und am 5. Juni 1568 wurde ihr Vater auf dem Markt in Brüssel enthauptet. Das Familienvermögen wurde beschlagnahmt. Da war Sabina van Egmont fünf Jahre alt.
Sabinas Mutter zog mit den Kindern in das Kloster Ter Camere in der Nähe von Brüssel. Ab 1571 durfte die Familie wieder im alten Familienschloss Gaesbeek wohnen. Ab 1574 lebte die Familie in Antwerpen. Ihre Mutter starb 1578 und Sabine und ihre ältere Schwester Françoise, die beide noch nicht verheiratet waren und nicht wie ihre anderen Schwestern in verschiedenen Klöstern eingetreten waren, wandten sich an verschiedene Verwandte im Heiligen Römischen Reich und in Frankreich mit der Bitte um Hilfe und Obdach. Schließlich ließ sich Sabina mit Françoise in Den Haag nieder. Vor ihrem Tod im Jahr 1578 hatte Sabinas Mutter die Betreuung ihrer Kinder Wilhelm von Oranien anvertraut, dem damaligen unangefochtenen Anführer des Aufstands. Die Egmont-Kinder wollten jedoch im Interesse der Erhaltung ihrer über die nördlichen und südlichen Niederlande verteilten Familiengüter keine Position „en famille“ in dem Konflikt einnehmen. Da ihre älteren Brüder Philip und Lamoral II. im Lager Philipps II. kämpften, konfiszierten die Staaten von Holland 1579 die niederländischen Besitzungen, darunter die Grafschaft Egmont und die Beijerlanden, die Polder, die Lamoral 1557 trockenlegen und nach seiner Frau benannt hatte. Auf Betreiben Wilhelms von Oranien erhielten die drei Egmont-Schwestern Eleonora, Françoise und Sabina die Einkünfte der Beijerlanden. Im Jahr 1590 übertrug Lamoral II., inzwischen Graf von Egmond, die Rechte an seinen niederländischen Besitztümern an seine Schwester Sabina, da Eleonora und Françoise inzwischen verstorben waren. Sie bekam von den Staaten von Holland die Erlaubnis, die niederländischen Güter tatsächlich in Besitz zu nehmen, diesmal auf Ersuchen des Statthalters Maurits van Nassau. Im Jahr 1592 wurde Sabina van Engmont offiziell Herrin von Beijerland.

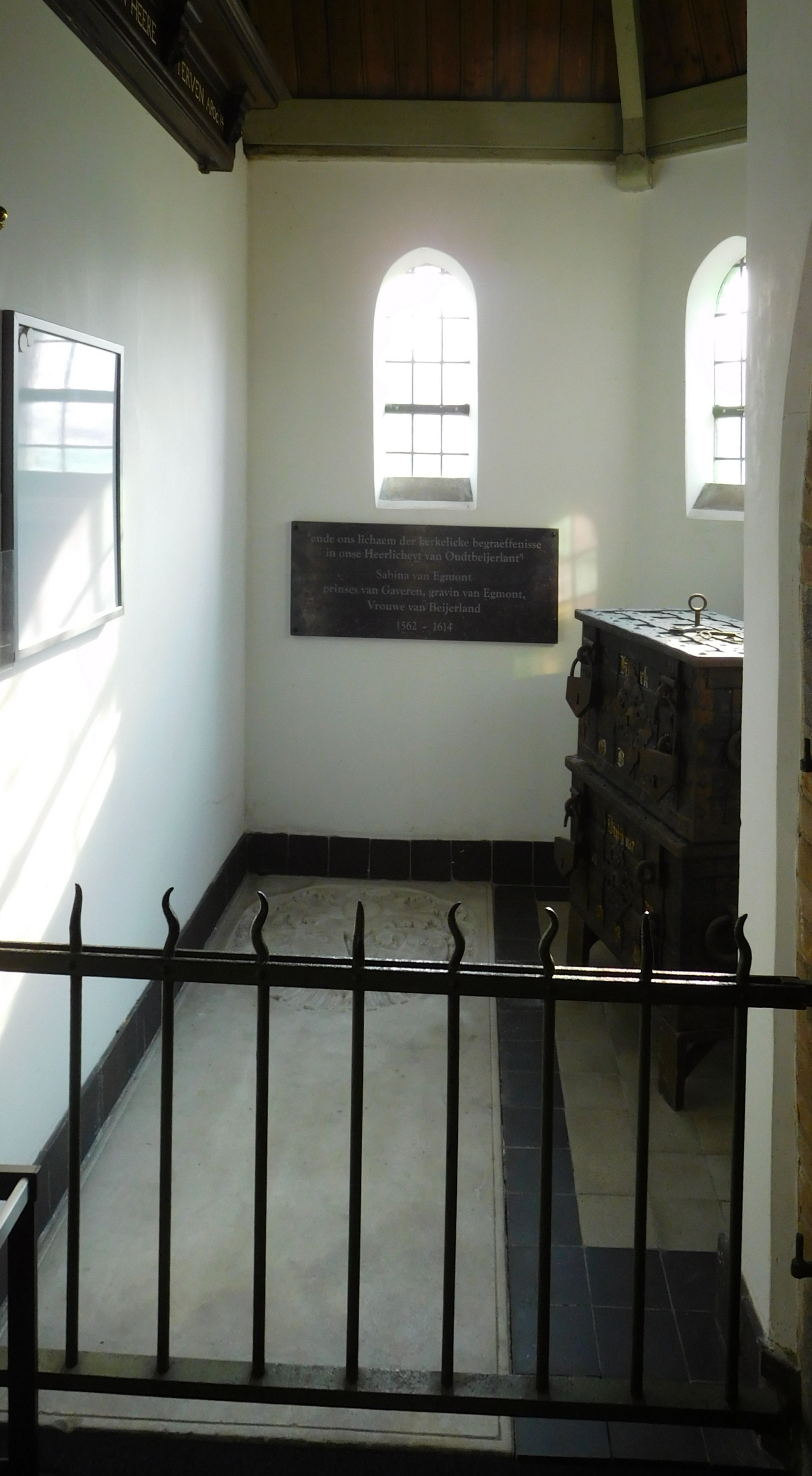
Gräfinnenhaus mit Grabmal Sabina von Egmont

Als niederländische Vertreterin des Hauses Egmont pflegte Sabina ausgezeichnete Beziehungen zu den Nassauern. Am 14. März 1595 heiratete sie Georg Eberhard von Solms, Herr von Muntzenberg, Oberst der niederländischen Armee und mit den Nassauern verwandt. Die Hochzeit fand in Delft statt, wo Sabina sich niedergelassen hatte. Sie wurde in der Oude Kerk gesegnet und mit großem Pomp gefeiert. Die Ehe blieb kinderlos. Georg Eberhard starb am 2. Februar 1602 und Sabina überlebte ihren Mann um über zwölf Jahre.
Sabina van Egmont war als Gutsherrin aktiv an Plänen zur Rückgewinnung neuer Ländereien beteiligt, starb aber, bevor dies erreicht werden konnte. Allerdings stiftete sie 1604 einen Glockenturm für die Dorfkirche in Oud-Beijerland, wo sie später auch begraben wurde. Ihr Erbe, ihr jüngster Bruder Karl, stand vor denselben Problemen wie seine älteren Brüder. Da auch er im königlichen Dienste stand, konnte er seine Rechte an den niederländischen Gebieten nicht geltend machen und verkaufte sie daher an die Staaten von Holland. In der Gemeinde Oud-Beijerland sind noch heute zahlreiche Straßen, Schulen und andere Einrichtungen nach Sabina van Egmont benannt. Ihre Person kommt in dem historischen Roman „De Delftsche wonderdokter“ von Geertruid Bosboom-Toussaint vor.